# Ян Собеский под Веной
«Ян Собеский под Веной» (пол. Jan Sobieski pod Wiedniem) — картина польского художника Яна Матейко на исторический сюжет, созданная в 1882—1883 годах. Хранится в Ватиканском музее в Риме.

## Описание и судьба картины
Матейко посвятил картину одному из самых значимых событий в истории Польши. В 1683 году король Речи Посполитой Ян Собеский во главе армии пришёл на помощь Вене, осаждённой турками: он разгромил врага и таким образом положил конец мусульманскому натиску на Европу. Художник изобразил тот момент, когда король после битвы вручает канонику Денгофу письмо для папы римского Иннокентия XI с известием о победе.